# Diaporthe verrucella
Diaporthe verrucella är en svampart som tillhör divisionen sporsäcksvampar, och som först beskrevs av Fr., och fick sitt nu gällande namn av Karl Starbäck. Diaporthe verrucella ingår i släktet Diaporthe, och familjen Diaporthaceae. Arten har ej påträffats i Sverige.